# Ramon Riu i Vendrell
Ramon Riu i Vendrell (Solsona, s. XIX - dècada de 1940) fou un polític català, president de la Diputació de Lleida.
Membre d'una família de tradició republicana, es va establir a Cervera en la dècada del 1870, on va exercir d'advocat, fou un dels líders del republicanisme local des de 1880 i lluità a la tercera guerra carlina. En 1888 fou escollit diputat provincial pel districte Cervera-Solsona, i fou secretari de la Diputació el 1891-1892. Representant de la línia política possibilista d'Emilio Castelar y Ripoll, fou derrotat a les eleccions de 1892. fou novament escollit a les eleccions locals de 1905. Va formar part de la Fusió Republicana i de la Unió Republicana de Nicolás Salmerón, amb la que posteriorment es va integrar en la Unió Federal Nacionalista Republicana (UFNR), de la que en formà part de l'Assemblea Constitutiva el 24 d'abril de 1910. Tot i donar suport al projecte de Solidaritat Catalana, les males relacions entre els lligaires i republicans cerverins el van empentar a presentar-se en solitari a les eleccions provincials de 1909, assolin novament acta de diputat. A les eleccions de 1913, 1917 i 1921 va renovar l'acta de diputat com a republicà independent, cosa que li va permetre formar part de la Mancomunitat de Catalunya, participant en la comissió Permanent d'Obres Públiques. Fou un dels pioners en l'explotació hidroelèctrica dels Pirineus. També fou vicepresident de la Diputació de Lleida sota el mandat de Josep Maria Espanya i Sirat i president de la diputació entre 1923 i 1924.
Durant la dictadura de Primo de Rivera va ser perseguit i empresonat. Tot i que acollí bé la proclamació de la República Catalana de Francesc Macià, es va anar allunyant d'ERC i es va apropar al Partit Republicà Radical. Es va presentar a les eleccions al Parlament de Catalunya de 1932 com a cap del Front Proporcionalista de Catalunya, però només va aconseguir 23.257 vots i no fou escollit. Apartat de la política, va continuar exercint com a advocat. Es desconeix el seu parer durant la guerra civil espanyola i tampoc se sap el lloc i data de la seva defunció.